# Nejlepší nahrávači extraligy ledního hokeje
Toto je seznam nejlepších nahrávačů jednotlivých sezón české hokejové extraligy. Rekordmanem je Richard Král, který v sezóně 1999/2000 měl 53 asistencí (HC Oceláři Třinec).

## Jednotlivé ročníky

### Základní část
| Sezóna    | Vítěz                         | Klub                      | Počet asistencí |
| --------- | ----------------------------- | ------------------------- | --------------- |
| 1993/1994 | Pavel Patera                  | HC Kladno                 | 39 asistencí    |
| 1994/1995 | Pavel Patera                  | HC Kladno                 | 49 asistencí    |
| 1995/1996 | Vladimír Růžička              | HC Slavia Praha           | 47 asistencí    |
| 1996/1997 | Roman Horák                   | HC Sparta Praha           | 52 asistencí    |
| 1997/1998 | Radek Ťoupal                  | HC České Budějovice       | 41 asistencí    |
| 1998/1999 | David Výborný Patrik Martinec | HC Sparta Praha           | 46 asistencí    |
| 1999/2000 | Richard Král                  | HC Oceláři Třinec         | 53 asistencí    |
| 2000/2001 | Patrik Martinec               | HC Sparta Praha           | 37 asistencí    |
| 2001/2002 | Jaroslav Hlinka               | HC Sparta Praha           | 45 asistencí    |
| 2002/2003 | Richard Král                  | HC Oceláři Třinec         | 45 asistencí    |
| 2003/2004 | Josef Beránek                 | HC Slavia Praha           | 47 asistencí    |
| 2004/2005 | Petr Leška                    | HC Hamé Zlín              | 38 asistencí    |
| 2005/2006 | Josef Beránek                 | HC Slavia Praha           | 38 asistencí    |
| 2006/2007 | Pavel Patera                  | HC Kladno                 | 39 asistencí    |
| 2007/2008 | Jan Peterek                   | HC Oceláři Třinec         | 31 asistencí    |
| 2008/2009 | Jaroslav Bednář               | HC Slavia Praha           | 41 asistencí    |
| 2009/2010 | Roman Červenka                | HC Slavia Praha           | 43 asistencí    |
| 2010/2011 | Martin Straka                 | HC Plzeň 1929             | 44 asistencí    |
| 2011/2012 | Petr Nedvěd                   | Bílí Tygři Liberec        | 37 asistencí    |
| 2012/2013 | Martin Růžička                | HC Oceláři Třinec         | 43 asistencí    |
| 2013/2014 | Jaroslav Hlinka               | HC Sparta Praha           | 45 asistencí    |
| 2014/2015 | Viktor Hübl                   | HC Verva Litvínov         | 37 asistencí    |
| 2015/2016 | Roman Červenka                | Piráti Chomutov           | 38 asistencí    |
| 2016/2017 | Jaroslav Bednář               | Mountfield HK             | 36 asistencí    |
| 2017/2018 | Milan Gulaš                   | HC Škoda Plzeň            | 38 asistencí    |
| 2018/2019 | Petr Holík                    | HC Kometa Brno            | 38 asistencí    |
| 2019/2020 | Milan Gulaš                   | HC Škoda Plzeň            | 41 asistencí    |
| 2020/2021 | Martin Růžička                | HC Oceláři Třinec         | 44 asistencí    |
| 2021/2022 | Filip Chlapík                 | HC Sparta Praha           | 39 asistencí    |
| 2022/2023 | Lukáš Pech                    | HC Motor České Budějovice | 38 asistencí    |
| 2023/2024 | Martin Růžička                | HC Oceláři Třinec         | 39 asistencí    |
| 2024/2025 | Filip Chlapík                 | HC Sparta Praha           | 33 asistencí    |

### Playoff
| Sezóna                      | Vítěz                                           | Klub                                             | Počet asistencí                                 |
| --------------------------- | ----------------------------------------------- | ------------------------------------------------ | ----------------------------------------------- |
| 1993/1994                   | Radek Gardoň                                    | HC Kladno                                        | 12 asistencí                                    |
| 1994/1995                   | Rostislav Vlach                                 | HC Dadák Vsetín                                  | 12 asistencí                                    |
| 1995/1996                   | Richard Žemlička                                | HC Sparta Praha                                  | 11 asistencí                                    |
| 1996/1997                   | Tomáš Sršeň                                     | HC Petra Vsetín                                  | 10 asistencí                                    |
| 1997/1998                   | Richard Král                                    | HC Železárny Třinec                              | 12 asistencí                                    |
| 1998/1999                   | Pavel Patera                                    | HC Slovnaft Vsetín                               | 10 asistencí                                    |
| 1999/2000                   | František Kučera                                | HC Sparta Praha                                  | 9 asistencí                                     |
| 2000/2001                   | Jiří Dopita                                     | HC Slovnaft Vsetín                               | 13 asistencí                                    |
| 2001/2002                   | Michal Broš Petr Leška Marek Melenovský         | HC Sparta Praha HC Continental Zlín HC Vítkovice | 11 asistencí                                    |
| 2002/2003                   | Aleš Krátoška                                   | HC Slavia Praha                                  | 10 asistencí                                    |
| 2003/2004                   | Josef Beránek                                   | HC Slavia Praha                                  | 11 asistencí                                    |
| 2004/2005                   | Michal Mikeska Aleš Hemský                      | HC Moeller Pardubice                             | 10 asistencí                                    |
| 2005/2006                   | Josef Straka Ondřej Kratěna                     | HC Sparta Praha                                  | 9 asistencí                                     |
| 2006/2007                   | Jaroslav Hlinka                                 | HC Sparta Praha                                  | 12 asistencí                                    |
| 2007/2008                   | David Hruška                                    | HC Slavia Praha                                  | 10 asistencí                                    |
| 2008/2009                   | Martin Straka Tomáš Vlasák                      | HC Lasselsberger Plzeň                           | 13 asistencí                                    |
| 2009/2010                   | Roman Červenka                                  | HC Slavia Praha                                  | 15 asistencí                                    |
| 2010/2011                   | Martin Růžička                                  | HC Oceláři Třinec                                | 16 asistencí                                    |
| 2011/2012                   | Tomáš Divíšek                                   | HC Kometa Brno                                   | 20 asistencí                                    |
| 2012/2013                   | Jan Kovář                                       | HC Škoda Plzeň                                   | 15 asistencí                                    |
| 2013/2014                   | Petr Leška                                      | PSG Zlín                                         | 13 asistencí                                    |
| 2014/2015                   | Robin Hanzl Štefan Ružička                      | HC Verva Litvínov HC Oceláři Třinec              | 10 asistencí                                    |
| 2015/2016                   | Branko Radivojevič                              | Bílí Tygři Liberec                               | 12 asistencí                                    |
| 2016/2017                   | Ivan Huml Jan Rutta                             | Piráti Chomutov                                  | 11 asistencí                                    |
| 2017/2018                   | Lukáš Krajíček                                  | HC Oceláři Třinec                                | 11 asistencí                                    |
| 2018/2019                   | Martin Ševc Martin Růžička                      | Bílí Tygři Liberec HC Oceláři Třinec             | 11 asistencí                                    |
| 2019/2020                   | z důvodu pandemie covidu-19 se play off nehrálo | z důvodu pandemie covidu-19 se play off nehrálo  | z důvodu pandemie covidu-19 se play off nehrálo |
| 2020/2021                   | Michal Birner Radan Lenc Michael Špaček         | Bílí Tygři Liberec HC Oceláři Třinec             | 12 asistencí                                    |
| 2021/2022                   | Filip Chlapík                                   | HC Sparta Praha                                  | 10 asistencí                                    |
| 2022/2023                   | Andrej Nestrašil Daniel Voženílek               | HC Oceláři Třinec                                | 10 asistencí                                    |
| 2023/2024                   | Tomáš Kundrátek                                 | HC Oceláři Třinec                                | 11 asistencí                                    |
| 2024/2025                   | Roman Červenka                                  | HC Dynamo Pardubice                              | 14 asistencí                                    |
| Zdroj na eliteprospects.com |                                                 |                                                  |                                                 |

## Seznam 10 nejvíce asistencí (od sezóny 1993/1994 - 2024/2025)

### Základní část
| Pořadí            | Hráč            | Počet zápasů | Branky | Nahrávky | Body | Stav                        |
| ----------------- | --------------- | ------------ | ------ | -------- | ---- | --------------------------- |
| 1.                | Petr Leška      | 991          | 244    | 542      | 786  | ukončená kariéra            |
| 2.                | Viktor Hübl     | 1153         | 375    | 465      | 840  | ukončená kariéra            |
| 3.                | Richard Král    | 696          | 281    | 432      | 713  | ukončená kariéra            |
| 4.                | Lukáš Pech      | 957          | 231    | 421      | 652  | aktívní - HC Tábor          |
| 5.                | Pavel Patera    | 724          | 226    | 413      | 639  | ukončená kariéra            |
| 6.                | Jiří Burger     | 982          | 292    | 406      | 698  | ukončená kariéra            |
| 7.                | Jaroslav Hlinka | 682          | 197    | 403      | 600  | ukončená kariéra            |
| 8.                | Petr Kadlec     | 1025         | 80     | 393      | 473  | ukončená kariéra            |
| 9.                | Jan Peterek     | 840          | 209    | 379      | 588  | ukončená kariéra            |
| 10.               | Martin Růžička  | 755          | 296    | 367      | 663  | aktívní - HC Oceláři Třinec |
| Zdroj na hokej.cz |                 |              |        |          |      |                             |

### Play off
| Pořadí            | Hráč            | Počet zápasů | Branky | Nahrávky | Body | Stav                        |
| ----------------- | --------------- | ------------ | ------ | -------- | ---- | --------------------------- |
| 1.                | Petr Kadlec     | 213          | 23     | 92       | 115  | ukončená kariéra            |
| 2.                | Petr Leška      | 153          | 35     | 81       | 116  | ukončená kariéra            |
| 3.                | Ondřej Kratěna  | 201          | 59     | 75       | 134  | ukončená kariéra            |
| 4.                | Jaroslav Hlinka | 160          | 51     | 73       | 124  | ukončená kariéra            |
| 5.                | Martin Růžička  | 174          | 63     | 69       | 132  | aktívní - HC Oceláři Třinec |
| 6.                | Jiří Dopita     | 127          | 50     | 69       | 119  | ukončená kariéra            |
| 7.                | Petr Čajánek    | 127          | 32     | 63       | 95   | ukončená kariéra            |
| 8.                | Jiří Burger     | 140          | 35     | 62       | 97   | ukončená kariéra            |
| 9.                | Jiří Vykoukal   | 110          | 13     | 58       | 71   | ukončená kariéra            |
| 10.               | Viktor Ujčík    | 133          | 54     | 55       | 109  | ukončená kariéra            |
| Zdroj na hokej.cz |                 |              |        |          |      |                             |

## Souvislé články
Nejlepší nahrávač v československé hokejové lize